# Ипархан
Ипархан (уйг. ئىپارخان‎) или Сянфэй (кит. упр. 香妃, пиньинь Xiangfei, палл. Сянфэй, «душистая наложница»; 1734—1788) —  уйгурская наложница китайского императора Цяньлуна. Её дедом был кашгарский святой Аппак Ходжа.

## Биография

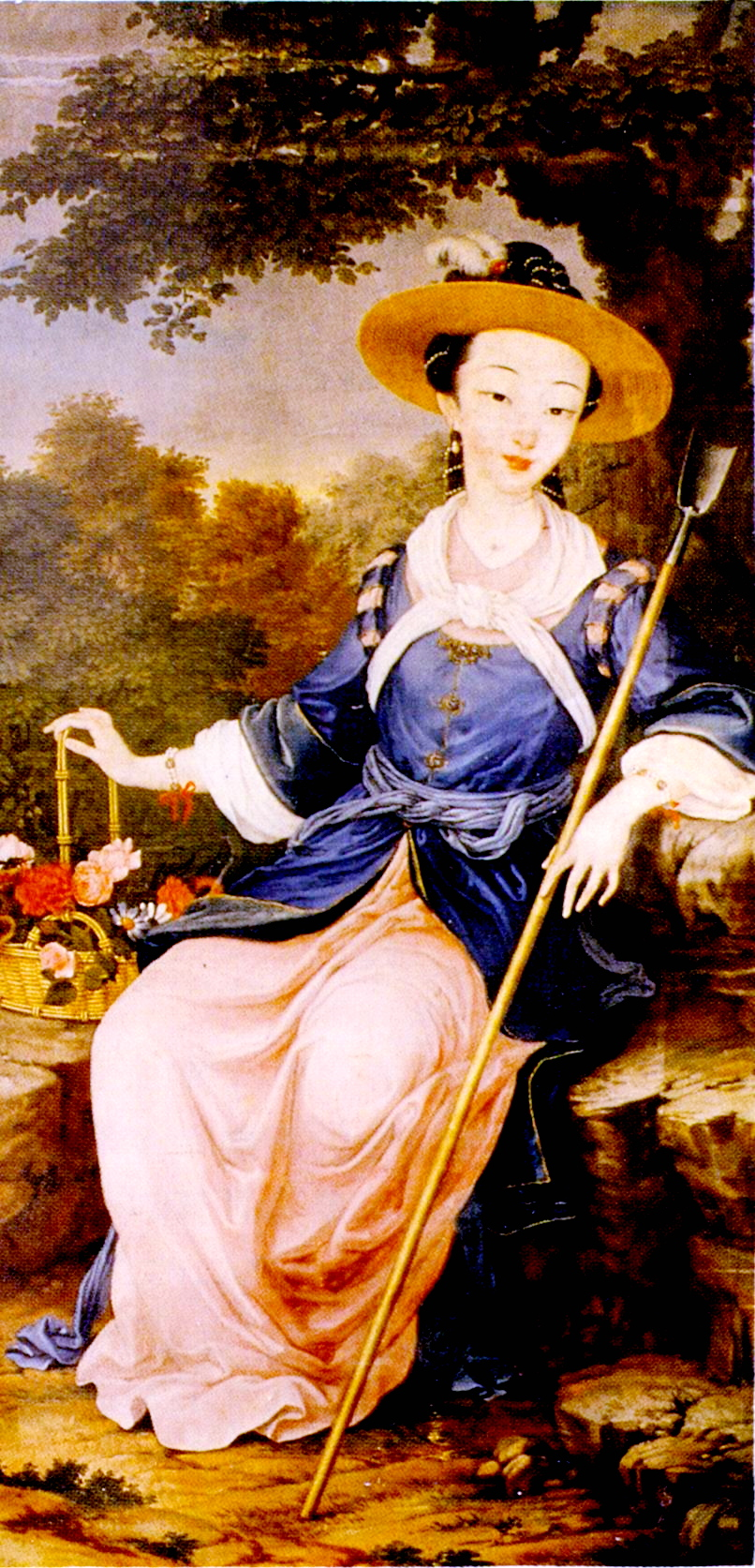
Сянфэй, одетая в европейскую одежду

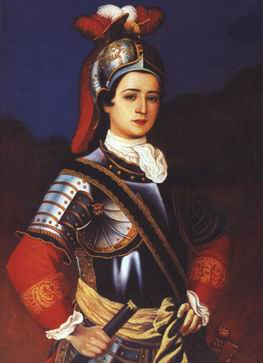
Ипархан в доспехах

Ипархан была супругой известного кашгарского ходжи из ветви белогорцев — Хан-ходжи, который наряду со своим братом был во главе уйгурских ополчений, оказывавших сопротивление цинским войскам. Ипархан самолично участвовала в некоторых сражениях, а после смерти мужа была пленена и отправлена в Пекин, к цинскому императору Цяньлуну.
Предания о Сянфэй, сохранившиеся в Китае и Синьцзяне, сильно разнятся. Как правило, речь идёт о том, что стареющий Цяньлун был пленён её природной красотой, но ещё в большей степени — исходившим от её тела запахом. Около 1760 года она поступила в императорский гарем, но всегда мечтала вернуться на родину и даже совсем не улыбалась до тех пор, пока императору не удалось воссоздать перед её окнами в миниатюре облик родного селения, включая мечеть.

## Смерть
Она умерла, покончив жизнь самоубийством в 1788 году, и 120 слуг по приказу императора доставили её тело в Кашгарию, где оно было похоронено в сохранившейся по сей день родовой усыпальнице.

## В культуре
В памяти уйгурского народа Ипархан осталась не только борцом за свободу, но и верной женой, поскольку покончила с собой, не пожелав стать женой китайского императора.
Современные уйгурские интерпретации легенды значительно менее романтичны. Они гласят, что Ипархан была дочерью правителя Яркендского ханства, и звали ее Нур Эла Нурхан. Увезенная императором Цяньлуном в Императорский дворец в Пекине, Ипархан вооружилась кинжалами в рукавах, защищаясь от ненавистных ей посягательств императора, пока, наконец, не была отравлена.
Про неё слагают легенды, пишут книги, снимают фильмы. В частности, в 2007 году спектакль по собственной пьесе «Ипархан-Сянь-Фэй» поставил Жаныш Кулмамбетов. Сянфэй была выведена Цзинь Юном в известном романе «Книга и меч — благодарность и месть».